# Malaconotus
Malaconotus es un género de aves paseriformes de la familia Malaconotidae. Están ampliamente distribuidos en África al sur del Sahara.

## Especies
Se reconocen las siguientes especies:
- Malaconotus cruentus - gladiador cruento;
- Malaconotus lagdeni - gladiador de Lagden;
- Malaconotus gladiator - gladiador pechiverde;
- Malaconotus blanchoti - gladiador cabecigrís;
- Malaconotus monteiri - gladiador de Monteiro;
- Malaconotus alius - gladiador de las Uluguru.